# USS LST-733
O USS LST-733 foi um navio de guerra norte-americano da classe LST que operou durante a Segunda Guerra Mundial.